# 金城名輝
金城 名輝（きんじょう めいき、1935年3月25日 - 2003年10月12日）は、日本の経営者。オリオンビール社長を務めた。沖縄県那覇市出身。

## 経歴・人物
1959年に琉球大学文理学部経済学科を卒業し、同年にオリオンビールに入社。1970年5月に取締役に就任し、1977年6月に常務、1980年6月に専務を経て、1985年6月に社長に就任し、2003年6月までに務めた。
沖縄県工業連合会会長、沖縄電力取締役、琉球銀行監査役なども歴任。
2003年10月12日、心不全のために死去。68歳没。